# Convenio Internacional para Prevenir la Contaminación por los Buques

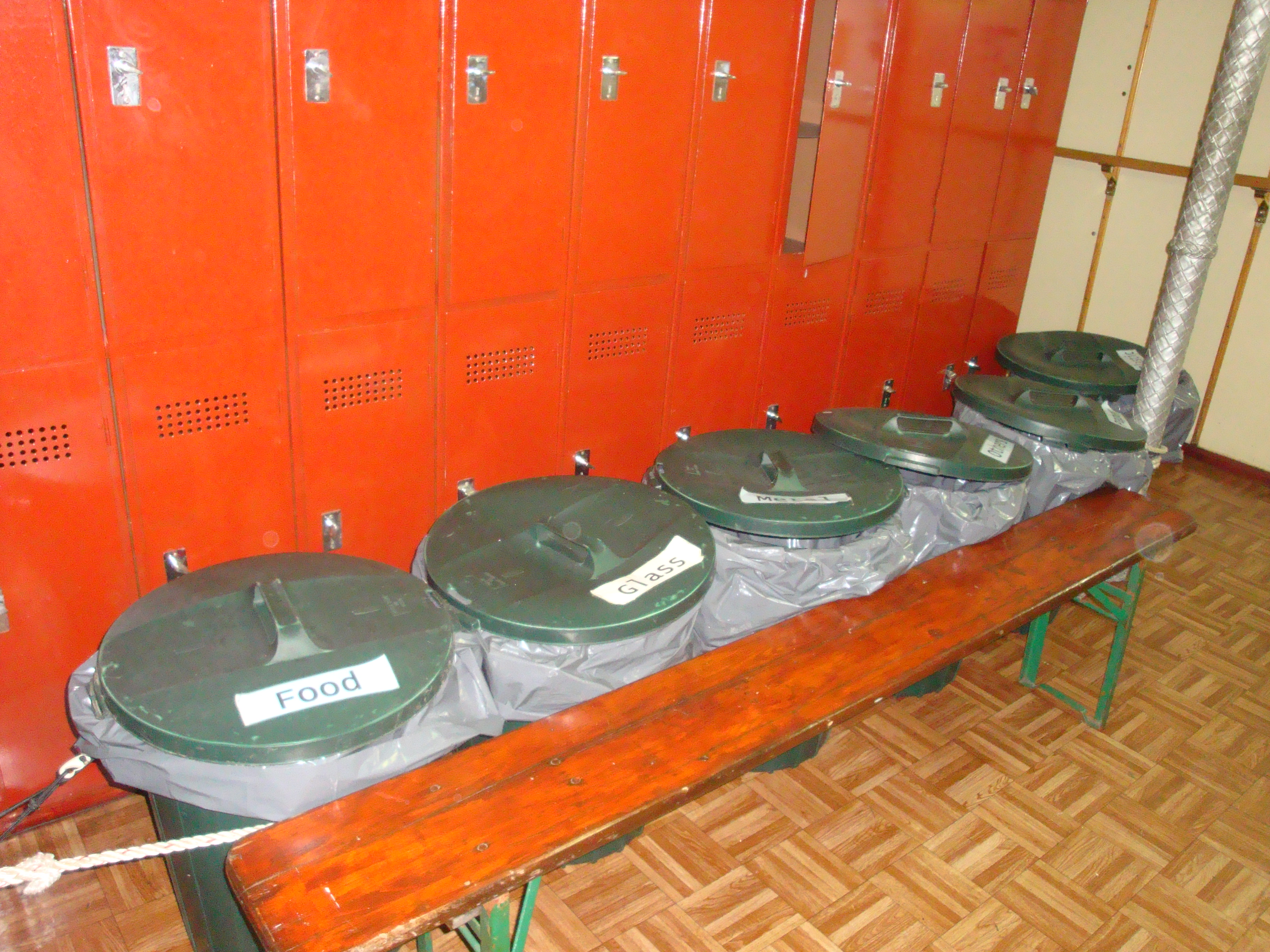
Una imagen de bolsas de basura en la que depositar los desechos que se generan en los buques.

El Convenio Internacional para Prevenir la Contaminación por los Buques (MARPOL 73/78, abreviación de "polución marina") es un convenio o conjunto de normativas internacionales que tienen el objetivo de prevenir la contaminación por los buques. Fue desarrollado por la Organización Marítima Internacional (OMI), organismo especializado de la ONU. Se aprobó inicialmente en 1973, pero nunca entró en vigor. La matriz principal de la versión actual es la modificación mediante el Protocolo de 1978 y se ha modificado desde entonces, debido a numerosas correcciones. Entró en vigor el 2 de octubre de 1983. A la fecha, 119 países lo han ratificado. Su objetivo es preservar el ambiente marino mediante la completa eliminación de la polución por hidrocarburos y otras sustancias dañinas, así como la minimización de las posibles descargas accidentales.[cita requerida]

## Estructura
El convenio consta de una Introducción; el texto del Convenio Internacional para Prevenir la Contaminación por los Buques de 1973 el Protocolo de 1978 relativo al Convenio 1973; Protocolo de 1997 que enmienda el Convenio de 1973 modificado por el Protocolo de 1978 y Seis Anexos que contienen reglas que abarcan las diversas fuentes de contaminación por los buques:
Anexo I.- Reglas para prevenir la contaminación por Hidrocarburos.
Anexo II.- Reglas para prevenir la contaminación por Sustancias Nocivas Líquidas Transportadas a Granel.
Anexo III.- Reglas para prevenir la contaminación por Sustancias Perjudiciales Transportadas por Mar en Bultos. Se trata de un anexo opcional ya que el transporte de mercancías peligrosas está reglado por el Código Marítimo Internacional de Mercancías Peligrosas.
Anexo IV.- Reglas para prevenir la contaminación por las Aguas Sucias de los Buques.
Anexo V.- Reglas para prevenir la contaminación por las Basuras de los Buques.
Anexo VI.- Reglas para prevenir la contaminación Atmosférica ocasionada por los Buques. Este anexo entró en vigor el 19 de mayo de 2005.